# Кувинов, Виктор Николаевич
Виктор Николаевич Кувинов (2 ноября 1907 — 14 марта 1994) — генерал-майор ВВС СССР (28 мая 1943), сотрудник ГРУ.

## Биография
Русский по национальности. В РККА с 1931 года, состоял в ВКП(б). Окончил Военную академию Генерального штаба с золотой медалью.
В годы Великой Отечественной войны занимал пост заместителя начальника Управления кадров ВВС Красной армии. Вёл кадровую работу, занимаясь их улучшением, проходил стажировку в 17-й воздушной армии и принимало личное участие в выполнении ряда боевых заданий. Также участвовал в советско-японской войне, занимал пост начальника отдела кадров полевого управления замглавкома Советскими войсками на Дальнем Востоке по авиации (Дальневосточный фронт).
С февраля 1950 по сентябрь 1954 года занимал пост военно-воздушного атташе при посольстве СССР в США. Параллельно с этим являлся куратором агента советской разведки, и военного атташе посольства Швеции в США полковника ВВС Швеции Стига Веннерстрёма. В мемуарах Веннерстрёма был отмечен как человек, который при рукопожатии получал от шведа плёнки с секретной информацией: у Кувинова «были большие кисти рук, как раз подходящие для этой цели». Позже преподавал в Военно-дипломатической академии.

## Награды
- Орден Ленина (30 декабря 1956)[6]
- Орден Красного Знамени[3] (трижды)[6]
  - 23 августа 1944 — за образцовое выполнение боевых заданий командования на фронте борьбы с немецкими захватчиками, выдающиеся успехи по подготовке и усовершенствованию авиационных технических кадров и обеспечение действующей армии авиационным вооружением[7]
  - 2 июня 1945 — за образцовое выполнение боевых заданий командования на фронте борьбы с немецкими захватчиками[2]
  - 17 мая 1951[6]
- Орден Кутузова II степени[3] (31 августа 1945) — за образцовое выполнение боевых заданий Командования на фронте борьбы с японцами на Дальнем Востоке и проявленные при этом доблесть и мужество[4]
- Орден Отечественной войны I степени[3] (28 февраля 1944)[8] — за образцовое выполнение боевых заданий командования на фронте борьбы с немецкими захватчиками, повышение квалификации лётных кадров и обеспечение действующей армии авиационным вооружением[9]
- Орден Красной Звезды[3] (дважды)[6]:
  - 23 ноября 1942 — за образцовое выполнение боевых заданий командования на фронте борьбы с немецкими захватчиками, проявленные при этом доблесть, мужество и выдающиеся заслуги в деле боевой подготовки частей, подготовки кадров лётно-технического состава и обеспечении действующей армии авиационным вооружением и боеприпасами[10]
  - 6 мая 1946[6]
- Медаль «За боевые заслуги» (3 ноября 1944[6]) — за долголетнюю и безупречную службу в Красной Армии[11]
- Медаль «За оборону Москвы» (1 мая 1944)[6]
- Медаль «За победу над Германией в Великой Отечественной войне 1941—1945 гг.» (9 мая 1945[6], вручена 20 июня 1945)[12]
- Медаль «За победу над Японией» (30 сентября 1945)[6]
- медали[3]